# セグージョ・イタリアーノ

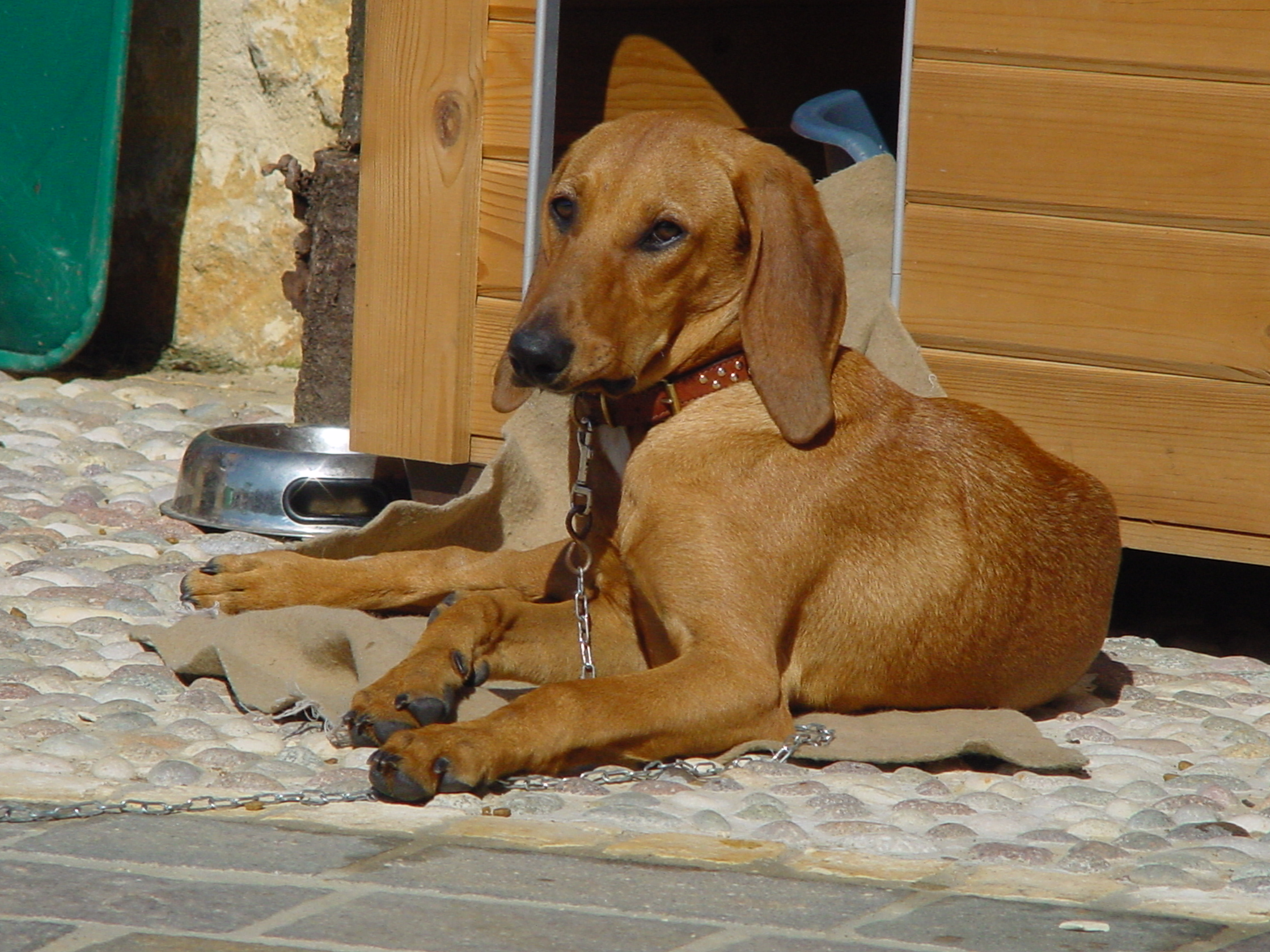
セグージョ・イタリアーノ・ア・ペロ・ラソ

セグージョ・イタリアーノ（英：Segugio Itailano）は、イタリア原産のセントハウンド犬種のひとつである。別名はイタリアン・ハウンド（英：Itailan Hound）。

## 概要
セグージョ・イタリアーノはコート・体格の異なる以下の2犬種が存在する。
- セグージョ・イタリアーノ・ア・ペロ・ラソ（英：Segugio Itailano a Pelo Raso）  - 短毛種
- セグージョ・イタリアーノ・ア・ペロ・フォルテ（英：Segugio Itailano a Pelo Fort） - 剛毛種

2犬種の違いはコートだけでなく多くの点で違っており、FCIにもそれぞれが独立した犬種として個別に登録されている。犬種クラブもそれぞれ別に存在する。
一般的にセグージョ・イタリアーノと呼ばれるのはラソの方で、フォルテは幾分影が薄い傾向にある。加えて両種を混同する危険性もあるとして、愛好家は両種を単に「セグージョ・イタリアーノ（又は英名のイタリアン・ハウンド）」と呼ばないように気を使うべきだと警鐘を鳴らしている。